# Ilex grandifolia
Ilex grandifolia är en järneksväxtart som beskrevs av Merrill. Ilex grandifolia ingår i släktet järnekar, och familjen järneksväxter. Inga underarter finns listade i Catalogue of Life.